# Oxyagrion hempeli
Oxyagrion hempeli är en trollsländeart som beskrevs av Philip Powell Calvert 1909. Oxyagrion hempeli ingår i släktet Oxyagrion och familjen dammflicksländor. Inga underarter finns listade i Catalogue of Life.